# Hangeul
Le hangeul (prononcé en coréen : /ha(ː)n.ɡɯl/), aussi orthographié hangûl,, ou hangul, en français, appelé josŏn'gŭl en Corée du Nord, est l’alphabet officiel du coréen, à la fois en Corée du Nord et en Corée du Sud. Le hangeul est fréquemment cité pour son histoire particulière : créé au XVe siècle par le roi Sejong le Grand, il est interdit à sa mort, mais perpétué entretemps par les romans féminins avant d'être réintroduit à la fin du XIXe siècle sous l'occupation japonaise. Ses qualités linguistiques lui valent d'être parfois présenté comme l'un des systèmes d'écriture les plus scientifiques au monde et donc facile à apprendre.[réf. nécessaire]
Le terme hangeul date du XXe siècle. Il s'écrit 한글 en hangeul, mais il s'est notamment fait appeler eonmun (언문 en hangeul, 諺文 en hanja). Le terme signifie, d'après les caractères hanja, « écriture ou langue (文) des proverbes (諺) ». En coréen, on peut aussi l'interpréter comme signifiant « écriture ou langue (글/geul) grandiose (한/han) ».
Pour des raisons politiques, la Corée du Nord a choisi le terme Josŏn'gŭl (en hangeul : 조선글, translittéré joseongeul selon la romanisation révisée du coréen utilisée en Corée du Sud) en référence à la période Joseon qui représente la Corée historique, ce qui se traduirait mot à mot par « l'écriture/la langue Josŏn », mais aussi parce qu'en Corée du Nord la Corée est appelée Joseon (en hangeul : 조선). Une autre appellation existe également : 우리 글자 (uri kŭlja), « nos caractères ».

## Histoire

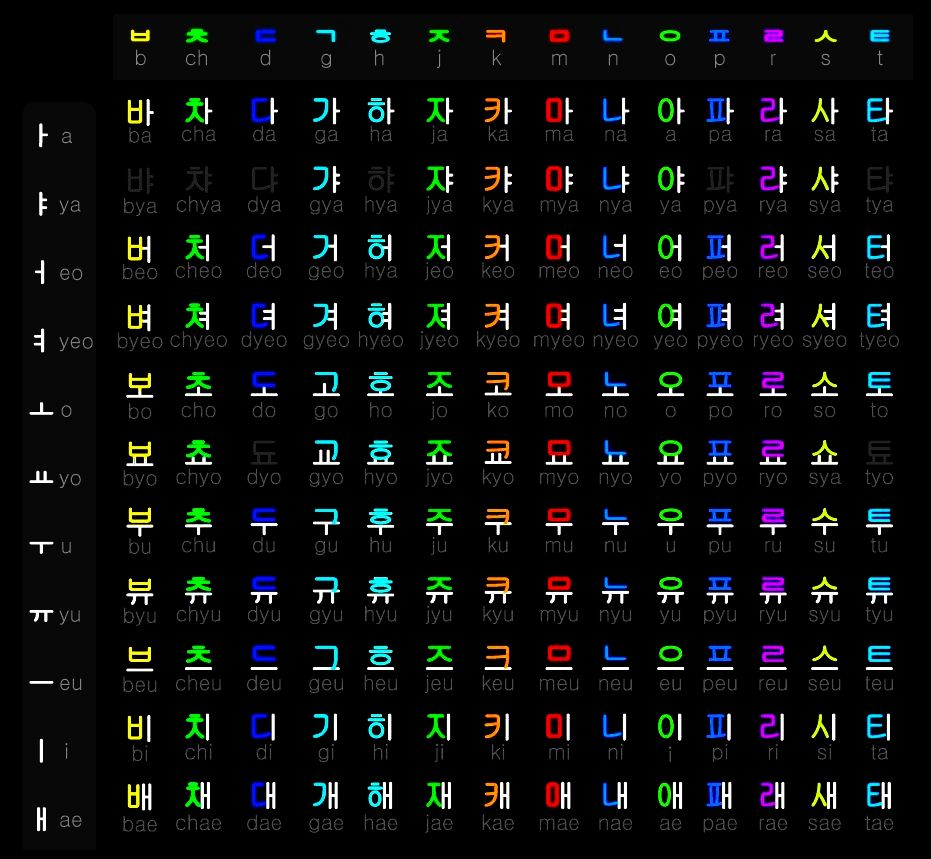

Cette écriture construite est ordonnée vers 1443 par le roi Sejong le Grand pour les lettrés du Jipyeonjeon afin de favoriser l’alphabétisation du peuple et notamment des femmes, puis promulguée par ce même roi en 1446 en remplacement des hanja (caractères chinois utilisés jusque-là).
Cette écriture est interdite en 1504 par le successeur de Sejong le Grand, Yeonsangun, et enfin réhabilitée en 1894. Son emploi se généralise après la Seconde Guerre mondiale et permet d’atteindre très rapidement des taux d’alphabétisation parmi les plus élevés du monde à cette époque, dans les deux Corées,.

### XVesiècle: contexte de création du hangeul
La langue coréenne s’est développée oralement pendant des siècles, et ferait partie de la famille controversée des langues altaïques. Les similitudes avec les langues japonaises ont été étudiées.
À partir du VIe siècle, sous l’influence de la Chine et du bouddhisme, des systèmes de transcription du coréen en caractères chinois, appelés hanja en coréen, se sont développés : idu, kugyol et hyangch'al.
Quand Sejong le Grand, quatrième roi de la dynastie Yi, accède au trône, le territoire du royaume occupe la plus grande partie de la péninsule coréenne. Cependant, seules l’aristocratie et l’administration ont alors assez d’éducation pour apprendre à lire les hanja, en raison de la complexité de ce système d'écriture (plusieurs milliers de caractères). Sejong voit dans cette situation le nœud du problème de l’illettrisme du peuple.
Sejong, s’étant entouré de savants spécialistes de divers domaines scientifiques (une tradition confucéenne d’érudition des souverains), et ayant mené avec succès plusieurs réformes, élabore alors le hangeul, qu’il nomme hunmin jongum (훈민정음/訓民正音, les « sons corrects pour l’éducation du peuple »), qu’il dévoile et promulgue le 9 octobre 1446 dans un ouvrage portant le même nom, assez court et rédigé en chinois classique. La nouvelle écriture rencontre dès ses premiers jours une forte opposition des intellectuels qui considèrent les hanja comme la seule écriture légitime pour transcrire le coréen et la baptisent de plusieurs noms plus ou moins méprisants (comme onmun (언문), écriture vernaculaire). Plus tard, c’est au tour des gouvernements successifs d’être hostiles au hangeul, qui, du dire même de ses détracteurs, a posteriori, « permet de transcrire et de lire directement les jugements dans la langue commune » et risque de « susciter, chez ce même public de gens simples, une pléthore de plaintes et de récriminations »[réf. nécessaire].
L’élaboration du hunmin jongum s’est probablement faite en secret et sans l’aide de l’académie de Sejong, contrairement à ce qui a longtemps été enseigné. Les conseillers les plus conservateurs ont d’ailleurs fortement reproché au roi de l’avoir inventé secrètement, sans consulter aucun savant, peut-être par peur de l’opposition des classes cultivées ; tout porte à croire qu’en matière de phonétique, aucun intellectuel du pays n’égalait le roi Sejong dont l’intérêt dans ce domaine le poussa, après la divulgation du hangeul, à envoyer treize fois ses savants consulter un grand phonéticien chinois exilé à la frontière sino-coréenne[réf. nécessaire].

### La théorie du lien avec l'écriture tibétaine

Découpage des caractères hangeul dans l'écriture phagpa, utilisée par les mongols, et comparaisons.

Étant établi que Sejong avait quelque connaissance des écritures tibétaine, mongole et japonaise, elles aussi remplaçant des caractères chinois, il est parfois suggéré qu’il se soit inspiré des deux premières. Cependant, pour la logique sous-jacente au tracé hangeul, son travail est, même à présent, novateur.
Une première association avec l'écriture tibétaine est proposée par l'orientaliste (sinologue, mongoliste, tibétologue et turcologue) français Jean-Pierre Abel-Rémusat entre l'alphasyllabaire tibétain et le coréen. Il montre notamment la similitude entre le b (coréen ㅂ, tibétain བ), le p (coréen ᇁ, tibétain པ), le l (coréen ㄹ, tibétain ལ) et la fonction du ng (coréen ㅇ) « qui a, comme en tibétain, le double usage de former un son nasal quand il est à la fin d'une syllabe, et une sorte de gutturale analogue au ع arabe, quand il est au commencement ».
Le dessin des caractères est lié aux caractéristiques des sons qu'ils représentent et décrit la forme prise par les organes vocaux. Selon Gari Ledyard (en), cinq des 14 consonnes de base (ㄱ, ㄷ, ㄹ, ㅂ, ㅈ) seraient dérivées de l'écriture phags-pa, dérivée du tibétain, qui avait été utilisée par les dirigeants mongols de la dynastie Yuan, régnant sur la Chine entre 1270 et 1360.

### XVIe–XIXesiècles: interdiction
En 1504, le roi Yeonsangun interdit l’usage et l’apprentissage du hangeul après avoir été ridiculisé et critiqué en hangeul. Il bannit les documents rédigés avec ce système d'écriture. En 1506, le roi Jungjong supprime le ministère de l’écriture vernaculaire. Le hangeul se perpétue ensuite grâce aux femmes et aux sujets non éduqués, qui n’ont pas accès aux études chinoises. À partir du XVIIe siècle, le hangeul fait naître la littérature romanesque féminine, mais reste méprisé dans les secteurs officiels du pays.

### XIXesiècleà nos jours: réhabilitation
En 1894, les autorités japonaises imposent au royaume de Joseon la réforme administrative dite de l'an Kabo (1894 dans le calendrier chinois) qui prévoit l'abandon du système administratif à la chinoise ainsi que l'adoption du coréen moderne comme langue officielle en lieu et place du chinois écrit. Il est adopté dans les documents administratifs pour la première fois, peu avant que le Japon ne fasse de la Corée un protectorat, puis l’annexe. Le terme hangeul est utilisé pour la première fois en 1912 par Ju Si-gyeong (주시경/周時經) et signifie à la fois « la grande écriture » en coréen archaïque et « écriture de la Corée » en coréen moderne. Le hangeul est associé à la résistance contre l'envahisseur, et à la fin de la Seconde Guerre mondiale, le Japon une fois vaincu, l’écriture prend son essor et permet d’alphabétiser rapidement l’ensemble de la population malgré la partition du pays. Elle s'impose définitivement lorsque les Coréens accèdent au lycée et à l'université, les caractères chinois se révélant trop complexes. À partir de 1995, les journaux coréens cessent d'employer ces sinogrammes.
Le 9 octobre, jour de la commémoration de la promulgation du hangeul, est en Corée du Sud un jour de fête, appelé « journée du hangeul » (한글날). En Corée du Nord, son équivalent, la « journée du chosŏn'gŭl » (조선글날), est célébré le 15 janvier.
Les hanja sont encore utilisés et enseignés aux écoliers coréens, mais la majorité des écrits coréens contemporains sont en hangeul. Les hanja peuvent être utilisés pour distinguer des homophones (également homographes en hangeul, puisque c'est une écriture phonétique), pour ajouter des nuances ou par parti pris.
En 2009, les autorités de la ville indonésienne de Baubau ont décidé d’adopter et d’adapter le hangeul pour écrire leur langue, le cia-cia, initiative qui a finalement été abandonnée au profit de l'alphabet latin, selon la loi indonésienne.

## Description de l’écriture
Le hangeul comprend 40 lettres, appelées jamos (자모, hanja : 字母, les caractères mères).

### Les jamos
Les jamos sont divisés en plusieurs catégories :
- 14 consonnes de base (자음/子音 / jaeum) ;
- 5 consonnes doubles (쌍자음/雙子音 / ssang jaeum) ;
- 10 voyelles de base (모음/母音 / moeum) ;
- 11 voyelles composées (복합모음/雙母音 / bokhap moeum).

On distingue par ailleurs 11 groupes de consonnes (복합자음/複子音 / bokhap jaeum).
Le tableau suivant classe toutes ces lettres :
- dans la première colonne figurent les jamos ;
- dans la deuxième colonne, les noms des jamos ;
- dans la troisième colonne, la romanisation révisée ;
- dans la quatrième colonne, la prononciation approximative des jamos ;
- dans la dernière colonne, la prononciation selon l’alphabet phonétique international.

| Lettres de base      | Lettres de base         | Lettres de base        | Lettres de base           | Lettres de base      | Lettres de base      | Lettres de base    | Lettres de base    | Lettres de base    | Lettres de base    | Lettres de base    |
| Consonnes            | Consonnes               | Consonnes              | Consonnes                 | Consonnes            | Consonnes            | Voyelles           | Voyelles           | Voyelles           | Voyelles           | Voyelles           |
| Jamo                 | Nom                     | Nom                    | Rom.                      | Pron.                | API                  | Jamo               | Nom                | Rom.               | Pron.              | API                |
| -------------------- | ----------------------- | ---------------------- | ------------------------- | -------------------- | -------------------- | ------------------ | ------------------ | ------------------ | ------------------ | ------------------ |
| ㄱ                   | 기역 (giyeok)           | 기윽 (Gieuk)           | g                         | gu                   | [g-]                 | ㅏ                 | 아 (a)             | a                  | a                  | [-a-]              |
| ㄴ                   | 니은 (nieun)            | 니은 (nieun)           | n                         | n                    | [n-]/[-n]            | ㅑ                 | 야 (ya)            | ya                 | ya                 | [-ja-]             |
| ㄷ                   | 디귿 (digeut)           | 디읃 (Dieut)           | d                         | d                    | [d-]                 | ㅓ                 | 어 (eo)            | eo                 | o (o ouvert)       | [-ʌ-]              |
| ㄹ                   | 리을 (rieul)            | 리을 (rieul)           | r (devant une voyelle), l | r/l                  | [ɾ-]/[-ʎ]            | ㅕ                 | 여 (yeo)           | yeo                | yo (o ouvert)      | [-jʌ-]             |
| ㅁ                   | 미음 (mieum)            | 미음 (mieum)           | m                         | m                    | [m-]/[-m]            | ㅗ                 | 오 (o)             | o                  | ô                  | [-o-]              |
| ㅂ                   | 비읍 (bieup)            | 비읍 (bieup)           | b                         | b                    | [b-]                 | ㅛ                 | 요 (yo)            | yo                 | yô                 | [-jo-]             |
| ㅅ                   | 시옷 (siot)             | 시읏 (Sieut)           | s                         | s                    | [s-]                 | ㅜ                 | 우 (u)             | u                  | ou                 | [-u-]              |
| ㅇ                   | 이응 (ieung)            | 이응 (ieung)           | ng                        | ng                   | [-ŋ]                 | ㅠ                 | 유 (yu)            | yu                 | you                | [-ju-]             |
| ㅈ                   | 지읒 (jieut)            | 지읒 (jieut)           | j                         | dj                   | [tɕ-]                | ㅡ                 | 으 (eu)            | eu                 | û                  | [-ɯ-]              |
| ㅊ                   | 치읓 (chieut)           | 치읓 (chieut)          | ch                        | tch                  | [tɕʰ-]               | ㅣ                 | 이 (i)             | i                  | i                  | [-i-]              |
| ㅋ                   | 키읔 (kieuk)            | 키읔 (kieuk)           | k                         | kh                   | [kʰ-]/[-k̚]           |                    |                    |                    |                    |                    |
| ㅌ                   | 티읕 (tieut)            | 티읕 (tieut)           | t                         | th                   | [tʰ-]/[-t̚]           |                    |                    |                    |                    |                    |
| ㅍ                   | 피읖 (pieup)            | 피읖 (pieup)           | p                         | ph                   | [pʰ-]/[-p̚]           |                    |                    |                    |                    |                    |
| ㅎ                   | 히읗 (hieut)            | 히읗 (hieut)           | h                         | h                    | [h-]                 |                    |                    |                    |                    |                    |
| Lettres composées    |                         |                        |                           |                      |                      |                    |                    |                    |                    |                    |
| Consonnes doubles    | Consonnes doubles       | Consonnes doubles      | Consonnes doubles         | Consonnes doubles    | Consonnes doubles    | Voyelles composées | Voyelles composées | Voyelles composées | Voyelles composées | Voyelles composées |
| Jamo                 | Nom                     | Nom                    | Rom.                      | Pron.                | API                  | Jamo               | Nom                | Rom.               | Pron.              | API                |
| ㄲ                   | 쌍기역 (ssanggiyeok)    | 된기윽 (Doen'gieuk)    | kk                        | k appuyé             | [kʼ-]/[-k̚]           | ㅐ                 | 애 (ae)            | ae                 | è                  | [-ɛ-]              |
| ㄸ                   | 쌍디귿 (ssangdigeut)    | 된디읃 (Doendieut)     | tt                        | t appuyé             | [tʼ-]/[-t̚]           | ㅒ                 | 얘 (yae)           | yae                | yè                 | [-jɛ-]             |
| ㅃ                   | 쌍비읍 (ssangbieup)     | 된비읍 (Doenbieup)     | pp                        | p appuyé             | [pʼ-]/[-p̚]           | ㅔ                 | 에 (e)             | e                  | é                  | [-e-]              |
| ㅆ                   | 쌍시옷 (ssangsiot)      | 된시읏 (Doensieut)     | ss                        | s appuyé             | [sʼ-]/[-t̚]           | ㅖ                 | 예 (ye)            | ye                 | yé                 | [-je-]             |
| ㅉ                   | 쌍지읒 (ssangjieut)     | 된지읒 (Doenjieut)     | jj                        | tch appuyé           | [tɕʼ-]/[-t̚]          | ㅘ                 | 와 (wa)            | wa                 | wa                 | [-wa-]             |
| Groupes de consonnes | Groupes de consonnes    | Groupes de consonnes   | Groupes de consonnes      | Groupes de consonnes | Groupes de consonnes | ㅙ                 | 왜 (wae)           | wae                | wè                 | [-wɛ-]             |
| Jamo                 | Nom                     | Nom                    | Rom.                      | Pron.                | API                  | ㅚ                 | 외 (oe)            | oe                 | wi                 | [-wi-]             |
| ㄳ                   | 기역시옷 (giyeok siot)  | 기윽시읏 (Gieuksieut)  | ks                        | ks                   | [-k̚]/[-ks-]          | ㅝ                 | 워 (weo)           | weo                | wo (o ouvert)      | [-wʌ-]             |
| ㄵ                   | 니은지읒 (nieun jieut)  | 니은지읒 (nieun jieut) | nj                        | ndj                  | [-n]/[-ntɕ-]         | ㅞ                 | 웨 (we)            | we                 | wé                 | [-we-]             |
| ㄶ                   | 니은히읗 (nieun hieut)  | 니은히읗 (nieun hieut) | nh                        | nh                   | [-n]/[-nx-]          | ㅟ                 | 위 (wi)            | wi                 | wi                 | [-wi-]             |
| ㄺ                   | 리을기역 (rieul giyeok) | 리을기윽 (Rieulgieuk)  | lg                        | lg                   | [-ʎ]/[-ʎg-]          | ㅢ                 | 의 (ui)            | eui                | ûi                 | [-ɰi-]             |
| ㄻ                   | 리을미음 (rieul mieum)  | 리을미음 (rieul mieum) | lm                        | lm                   | [-ʎ]/[-ʎm-]          |                    |                    |                    |                    |                    |
| ㄼ                   | 리을비읍 (rieul bieup)  | 리을비읍 (rieul bieup) | lb                        | lb                   | [-ʎ]/[-ʎb-]          |                    |                    |                    |                    |                    |
| ㄽ                   | 리을시옷 (rieul siot)   | 리을시읏 (Rieulsieut)  | ls                        | ls                   | [-ʎ]/[-ʎs-]          |                    |                    |                    |                    |                    |
| ㄾ                   | 리을티읕 (rieul tieut)  | 리을티읕 (rieul tieut) | lt                        | lt                   | [-ʎ]/[-ʎtʰ-]         |                    |                    |                    |                    |                    |
| ㄿ                   | 리을피읖 (rieul pieup)  | 리을피읖 (rieul pieup) | lp                        | lph                  | [-ʎ]/[-ʎpʰ-]         |                    |                    |                    |                    |                    |
| ㅀ                   | 리을히읗 (rieul hieut)  | 리을히읗 (rieul hieut) | lh                        | lh                   | [-ʎ]/[-ʎx-]          |                    |                    |                    |                    |                    |
| ㅄ                   | 비읍시옷 (bieup siot)   | 비읍시읏 (Bieupsieut)  | bs                        | ps                   | [-p̚]/[-ps-]          |                    |                    |                    |                    |                    |

1. Certaines consonnes se prononcent différemment selon qu’elles se trouvent au début ou à la fin des syllabes qu’elles forment. Par exemple, ㄱ se prononce « gu » dans 기 (gi) et « k » dans 역 (yeok).
2. La syllabe « 시 » ne se prononce pas si, mais shi (un peu comme le son chi en français). La transcription de cette syllabe par la romanisation révisée du coréen donne si alors que la méthode McCune-Reichauer écrit « shi ».
3. Les groupes de consonnes sont toujours placés à la fin d’une syllabe. Si la syllabe est suivie par une consonne, seule la première consonne est prononcée. Si la syllabe est suivie d’une voyelle, les deux consonnes du groupe sont prononcées, la deuxième réalisant une liaison avec la voyelle qui suit.

Exemple : « 없다 » se lira eobda (le ㅅ n’est pas prononcé) alors que « 없어 » se lira eopseo (le ㅅ est prononcé).

### Ordre alphabétique
L’alphabet coréen ne mélange pas les consonnes et les voyelles. Comme aucun mot ne commence graphiquement par une voyelle, l’ordre des consonnes est le plus important, étant utilisé pour classer les mots dans un dictionnaire. L’ordre des voyelles vient ensuite pour classer les mots qui commencent par la même consonne.

Une page du Hunmin Jeongeum.

#### 1446, Hunmin Jeongeum
Lors de la publication du Hunmin Jeongeum en 1446, l’alphabet coréen comptait 28 lettres au total. Les savants établirent donc le premier ordre alphabétique du hangeul, qui changera de nombreuses fois au cours de son histoire.
- Ordre alphabétique des consonnes en 1446 :
ㄱ ㅋ ㆁ ㄷ ㅌ ㄴ ㅂ ㅍ ㅁ ㅈ ㅊ ㅅ ㆆ ㅎ ㅇ ㄹ  ㅿ
- Ordre alphabétique des voyelles en 1446 :
ㆍ ㅡ ㅣ ㅗ ㅏ ㅜ ㅓ ㅛ ㅑ ㅠ ㅕ

Les lettres désuètes seront vues plus en détail dans la partie Jamos désuets.

#### 1527, Choe Sejin
En 1527, le linguiste coréen Choe Sejin (최세진/崔世珍) réorganisa l’alphabet en séparant les différents types de jamos.
Dans l’ordre des consonnes, les vélaires sont en premier, suivies des alvéolaires, des bilabiales, des fricatives et des glottales. Les consonnes aspirées sont en dernier. Dans l’ordre des voyelles, les diphtongues (ㅑ, ㅕ, ㅛ et ㅠ) formées par la semi-voyelle i- /j/  et une voyelle simple (ㅏ, ㅓ, ㅗ et ㅜ) sont placées après cette voyelle simple.
- Ordre alphabétique des consonnes en 1527 :
ㄱ ㄴ ㄷ ㄹ ㅁ ㅂ ㅅ ㆁ ㅋ ㅌ ㅍ ㅈ ㅊ ㅿ ㅇ ㅎ
- Ordre alphabétique des voyelles en 1527 :
ㅏ ㅑ ㅓ ㅕ ㅗ ㅛ ㅜ ㅠ ㅡ ㅣ ㆍ

#### 1751, Hong Gyehui
En 1751, Hong Gyehui (홍계희/洪啓禧) propose le remplacement des jamos ㅿ par ㅅ en raison de la prononciation voisine, et ㅇ par ㆁ puisque le ㅇ ne s’utilise qu’en fin de syllabe et ㆁ qu’en début.
L’alphabet se réduit donc à 25 lettres.
- Ordre alphabétique des consonnes en 1751 :
ㄱ ㄴ ㄷ ㄹ ㅁ ㅂ ㅅ ㆁ ㅋ ㅌ ㅍ ㅈ ㅊ ㅎ
- Ordre alphabétique des voyelles en 1751 :
ㅏ ㅑ ㅓ ㅕ ㅗ ㅛ ㅜ ㅠ ㅡ ㅣ ㆍ

#### 1907, Institut de recherche de l’écriture nationale
Un très petit changement eut lieu en 1907 du fait de l’Institut de Recherche de l’Écriture Nationale de Corée (국문연구소/國文硏究所). Le ieung ㆁ a été déplacé au tout début de l’alphabet.
- Ordre alphabétique des consonnes en 1907 :
ㆁ ㄱ ㄴ ㄷ ㄹ ㅁ ㅂ ㅅ ㅋ ㅌ ㅍ ㅈ ㅊ ㅎ
- Ordre alphabétique des voyelles en 1907 :
ㅏ ㅑ ㅓ ㅕ ㅗ ㅛ ㅜ ㅠ ㅡ ㅣ ㆍ

#### 1933, Hangeul Matchumbeop
En 1933, la Société de linguistique coréenne, fondée par Ju Si-gyeong (주시경/周時經), établit les règles orthographiques et grammaticales du coréen dans un document intitulé Hangeul Matchumbeop (한글 맞춤법, Orthographe du coréen). Il y est inclus un nouvel ordre alphabétique : le ㆁ est devenu ㅇ (le trait le plus haut a disparu) et est revenu à son emplacement d’origine, la voyelle ㆍ a été supprimée.
- Ordre alphabétique des consonnes en 1933 :
ㄱ ㄴ ㄷ ㄹ ㅁ ㅂ ㅅ ㅇ ㅋ ㅌ ㅍ ㅈ ㅊ ㅎ
- Ordre alphabétique des voyelles en 1933 :
ㅏ ㅑ ㅓ ㅕ ㅗ ㅛ ㅜ ㅠ ㅡ ㅣ

#### Divergence Corée du Nord - Corée du Sud
Lorsque les deux Corées proclamèrent le hangeul comme étant leur écriture officielle, l’ordre fut arrangé pour pouvoir contenir les nouveaux jamos créés (consonnes doubles et voyelles composées).
Il existe maintenant deux ordres alphabétiques coréens : celui de la Corée du Nord et celui de la Corée du Sud.

##### En Corée du Nord
En Corée du Nord, le classement des lettres est similaire aux précédents. Les nouveaux jamos (consonnes doubles et voyelles composées) ont simplement été ajoutés en fin d’alphabet dans le souci de respecter les ordres traditionnels.
- Ordre alphabétique des consonnes :
ㄱ ㄴ ㄷ ㄹ ㅁ ㅂ ㅅ ㅇ ㅈ ㅊ ㅋ ㅌ ㅍ ㅎ ㄲ ㄸ ㅃ ㅆ ㅉ ㅇ
Le premier ㅇ correspond au son -ng, le second est la consonne vide.
- Ordre alphabétique des voyelles :
ㅏ ㅑ ㅓ ㅕ ㅗ ㅛ ㅜ ㅠ ㅡ ㅣ ㅐ ㅒ ㅔ ㅖ ㅚ ㅟ ㅢ ㅘ ㅝ ㅙ ㅞ

##### En Corée du Sud
En Corée du Sud, l'ordre diffère beaucoup de celui des anciens classements. Les lettres similaires ont été groupées, ce qui fait que les nouveaux jamos (consonnes doubles et voyelles composées) ont été dispersés après chaque ancienne lettre de base correspondante (consonne simple, voyelle simple ou diphtongue), contrairement au classement de Corée du Nord.
- Ordre alphabétique des consonnes :
ㄱ ㄲ ㄴ ㄷ ㄸ ㄹ ㅁ ㅂ ㅃ ㅅ ㅆ ㅇ ㅈ ㅉ ㅊ ㅋ ㅌ ㅍ ㅎ
- Ordre alphabétique des voyelles :
ㅏ ㅐ ㅑ ㅒ ㅓ ㅔ ㅕ ㅖ ㅗ ㅘ ㅙ ㅚ ㅛ ㅜ ㅝ ㅞ ㅟ ㅠ ㅡ ㅢ ㅣ

### Origine des jamos
Dans le Hunmin Jeongeum, le roi Sejong le Grand expliqua que la création des jamos avait été inspirée par la forme de la bouche et les principes du Yin et du Yang.

#### Consonnes
Dans l’alphabet coréen, les cinq consonnes ㄱ, ㄴ, ㅁ, ㅅ, ㅇ symbolisent cinq différents types d’articulation des consonnes utilisés en coréen qui sont respectivement les vélaires, les alvéolaires, les bilabiales, les fricatives et les glottales.
De ces cinq consonnes principales, auxquelles se sont ajoutés des traits qui peuvent symboliser soit une aspiration, soit un appui de la consonne, sont issues d'autres consonnes :
- les consonnes vélaires (아음/牙音 a-eum « sons des molaires ») :
  - ㄱ [k], ce jamo représente la forme de la langue au moment où on produit le son en question,
  - ㅋ [kʰ], le trait horizontal au milieu du ㄱ représente l’aspiration ajoutée au son [k] ;
- les consonnes alvéolaires (설음/舌音 seol-eum « sons de la langue ») :
  - ㄴ [n], ce jamo représente la forme de la langue au moment où on produit le son en question,
  - ㄷ [t], le trait horizontal au-dessus du ㄴ représente le léger appui du son [n],
  - ㅌ [tʰ], le trait horizontal au milieu du ㄷ représente l’aspiration ajoutée au son [t],
  - ㄹ [r]/[l], le コ au-dessus du ㄴ représente le léger repli de la langue pour articuler cette consonne ;
- les consonnes bilabiales (순음/唇音 sun-eum « sons des lèvres ») :
  - ㅁ [m], ce jamo représente les lèvres qui doivent se toucher pour produire le son en question,
  - ㅂ [p], les deux traits verticaux au-dessus du ㅁ représentent l’occlusivité de la bilabiale,
  - ㅍ [pʰ], le trait horizontal au-dessus du ㅛ (qui est la simplification du ㅂ) représente l’aspiration ajoutée au son [p] ;
- les consonnes fricatives (치음/齒音 chi-eum « sons des dents ») :
  - ㅅ [s], ce jamo représente le contact entre les dents de la mâchoire inférieure et celles de la mâchoire supérieure, contact nécessaire pour produire le son en question,
  - ㅈ [c], le trait horizontal au-dessus du ㅅ représente le son [t] prononcé avant le son [s], ce qui donne [ts] ; en effet, le jamo ㅈ se prononçait anciennement [ts] avant d’évoluer vers [c],
  - ㅊ [cʰ], le trait horizontal au-dessus du ㅈ représente l’aspiration ajoutée au son [ts] ; pour la même raison que précédemment, ㅊ est passé du son [tsʰ] à [cʰ] ;
- les consonnes glottales (후음/喉音 hu-eum « sons de la gorge ») :
  - ㅇ [ŋ], ce jamo représente l’ouverture de la bouche pour produire le son en question,
  - ㅎ [h], le trait horizontal au-dessus du jamo désuet ㆆ (qui lui-même possède un trait horizontal au-dessus du ㅇ pour le coup de glotte) représente la consonne aspirée.

#### Voyelles
Pour la création des voyelles, trois traits différents étaient nécessaires :
- le trait vertical (ㅣ) [i] correspondant à l’Homme ;
- le trait horizontal (ㅡ) [eu] représentant la Terre (Yin, le côté sombre, la direction du nord, la tranquillité, la stabilité) ;
- le point araea (ㆍ) symbolisant le Soleil (Yang, le côté de la lumière, la direction du sud, le mouvement, l’action).

La Terre et le Soleil sont deux forces opposées, mais complémentaires, suivant le principe du Yin et du Yang. L’Homme est l’élément neutre.
Deux catégories de voyelles simples sont distinguées :
- celles qui peuvent produire une diphtongue en [i-] : ㅏ, ㅓ, ㅗ, ㅜ ;
- et celles qui ne le peuvent pas : ㅡ [eu], ㅣ [i].

Les jamos du premier ensemble sont composés chacun d’un long trait horizontal ou vertical auquel on ajoutait un point araea (ㆍ), aujourd'hui un trait court. Leurs diphtongues respectives (ㅑ, ㅕ, ㅛ, ㅠ) sont créées en ajoutant un point de plus.
Les jamos de l’autre ensemble sont le trait vertical seul (ㅣ) [i] et le trait horizontal seul (ㅡ) [eu].
Avec le temps, le point araea (ㆍ) initialement Yang, ajouté aux anciennes voyelles pour distinguer des phonèmes, est devenu un trait court attaché à la voyelle de base, soit horizontalement (par exemple dans la voyelle ㅏ ou la syllabe 아), soit verticalement (par exemple dans la voyelle ㅗ ou la syllabe 오) ; sachant que les directions du Yin sont la gauche et le bas et que celles du Yang la droite et le haut, on peut distinguer, parmi les quatre jamos ㅏ ㅓ ㅗ ㅜ ainsi formés, que les voyelles Yin sont ㅓ, ㅜ et les voyelles Yang sont ㅏ, ㅗ.
Pour symboliser les diphtongues [w-] présentes en coréen, de nouvelles lettres furent créées. Il s’agit de l’association des jamos ㅜ ou ㅗ avec une autre voyelle pour former six diphtongues :
- ㅗ s’associe avec les voyelles Yin : ㅘ, ㅙ, ㅚ ;
- ㅜ s’associe avec les voyelles Yang : ㅝ, ㅞ, ㅟ.

Enfin, pour représenter les anciennes diphtongues en [-i], de nouvelles lettres ont été ajoutées en associant le jamo ㅣ [i] après une autre voyelle :
- ㅐ, ㅔ et ㅢ représentaient respectivement les diphtongues [ai], [ɔi] et [øi] ;
- en coréen moderne, la prononciation de ㅐ [ai] est devenue [ε] et la prononciation de ㅔ [ɔi] est devenue [e].

Voici un tableau récapitulatif des différentes catégories de voyelles :
| Voyelles simples                        | Voyelles composées ou diphtongues | Voyelles composées ou diphtongues                                                                                         | Voyelles composées ou diphtongues |
| Voyelles simples                        | [i-]                              | [-i] | [w-]                              |
| --------------------------------------- | --------------------------------- | --- | --------------------------------- |
| ㅣ + ㆍ → ㅏ (Yang) ㆍ + ㅣ→ ㅓ (Yin)   | ㅏ + ㆍ → ㅑ ㆍ + ㅓ → ㅕ         | ㅏ + ㅣ → ㅐ (ancienne prononciation : [ai] ; moderne : [ε]) ㅓ + ㅣ → ㅔ (ancienne prononciation : [ɔi] ; moderne : [e]) | ㅗ + ㅏ → ㅘ ㅜ + ㅓ → ㅝ         |
| ㆍ + ㅡ → ㅗ (Yang) ㅡ + ㆍ → ㅜ (Yin)  | ㅗ + ㆍ → ㅛ ㆍ + ㅜ → ㅠ         | | ㅗ + ㅣ → ㅚ ㅜ + ㅣ → ㅟ         |
| ㅣ [i] (neutre) ㅡ [eu] (Yin) ㆍ (Yang) | ㅐ + ㆍ → ㅒ ㅔ + ㆍ → ㅖ         | ㅡ + ㅣ → ㅢ (prononciation : [øi])                                                                                       | ㅗ + ㅐ → ㅙ ㅜ + ㅔ → ㅞ         |

### Jamos désuets
De nombreux jamos ont servi à transcrire le chinois médiéval. Avec le temps, ces lettres furent oubliées. Cependant, certains dialectes coréens (comme celui de Jeju) utilisent encore des jamos désuets pour transcrire les phonèmes qui ont disparu du dialecte de Séoul.

#### Consonnes de base et consonnes doubles
| Jamo | Nom                        | IPA | Prononciation     |
| ㅿ   | 반시옷 bansiot             | ʝ͂   | z                 |
| ㆁ   | 옛이응 yesieung            | ŋ   | ng                |
| ㆆ   | 된이응 doennieung          | ʔ   | coup de glotte    |
| ㅸ   | 가벼운 비읍 gabyeoun bieup | f   | f                 |
| ㆍ   | 아래아 araea               | ʌ   | « eu » ouvert     |
| ㆀ   | 쌍이응 ssangieung          | -   | -                 |
| ㆅ   | 쌍히읗 ssanghieut          | ɣ̈   | « h » intériorisé |

#### Consonnes et voyelles composées
Consonnes composées de deux jamos :
- ㅦ ㅧ ㅨ ㅪ ㅬ ㅭ ㅮ ㅯ ㅰ ㅲ ㅳ ㅶ ㅷ ㅺ ㅻ ㅼ ㅽ ㅾ ㆂ ㆃ

Consonnes composées de trois jamos :
- ㅩ ㅫ ㅴ ㅵ

Voyelles composées :
- ㆎ ㆇ ㆈ ㆉ ㆊ ㆋ ㆌ

### Détails sur le nom des jamos
En 1527, Choe Sejin donna également un nom à tous les jamos après les avoir classés. Les noms des consonnes ont suivi un processus plus complexe que ceux des voyelles.

#### Nom des consonnes
Chaque nom devait être en deux syllabes et respecter la structure Jamo + son [i] + son [eu] + Jamo. Par exemple, ㄴ a pour nom ㄴ + ㅣ + 으 + ㄴ, ce qui, mis ensemble, donne 니은 (nieun).
Choe attribuait également un nom en hanja équivalent. Dans cet exemple, l’équivalent hanja de 니은 est 尼 (ni) 隱 (eun). Cette dernière règle posa un problème pour trois caractères : le ㄱ, le ㄷ, et le ㅅ. En effet, aucun hanja ne se prononçait euk, eut, ou eus.
Le caractère 役 (yeok) fut choisi pour nommer ㄱ car sa prononciation sino-coréenne se terminait par le son k. Pour les deux autres jamos, Choe dut s’en référer à la prononciation coréenne des caractères 末 (kkeut) et 衣 (os), aucun hanja ne se terminant par les sons t et s.
Les jamos ㅈ, ㅊ, ㅋ, ㅌ, ㅍ et ㅎ ne pouvaient pas se trouver en fin de syllabe. Choe leur attribua donc un nom d’une seule syllabe de la forme Jamo + son i (exemple : ㅈ a pour nom ㅈ + ㅣ, 지, ce qui, mis ensemble, donne ji). Plus tard, ces noms furent changés afin de respecter la première structure, l’orthographe moderne autorisant ces lettres à se positionner en fin de syllabe.
Enfin, lorsque l’utilisation des hanja fut bannie en Corée du Nord, le gouvernement régularisa le nom des jamos ㄱ, ㄷ et ㅅ puisque la contrainte des hanja n’avait plus lieu d’être.
Voici donc les noms officiels modernes des consonnes jamos :
| Jamo | Nom nord-coréen  | Nom sud-coréen   |
| ㄱ   | 기윽 gieuk       | 기역/其役 giyeok |
| ㄴ   | 니은 nieun       | 니은/尼隱 nieun  |
| ㄷ   | 디읃 dieut       | 디귿/池未 digeut |
| ㄹ   | 리을 rieul       | 리을/梨乙 rieul  |
| ㅁ   | 미음 mieum       | 미음/眉音 mieum  |
| ㅂ   | 비읍 bieup       | 비읍/非邑 bieup  |
| ㅅ   | 시읏 sieut       | 시옷/時衣 siot   |
| ㅇ   | 이응 ieung       | 이응/異凝 ieung  |
| ㅈ   | 지읒 (之) jieut  | 지읒 (之) jieut  |
| ㅊ   | 치읓 (齒) chieut | 치읓 (齒) chieut |
| ㅋ   | 키읔 (箕) kieuk  | 키읔 (箕) kieuk  |
| ㅌ   | 티읕 (治) tieut  | 티읕 (治) tieut  |
| ㅍ   | 피읖 (皮) pieup  | 피읖 (皮) pieup  |
| ㅎ   | 히읗 (屎) hieut  | 히읗 (屎) hieut  |

#### Nom des voyelles
L’attribution du nom des jamos voyelles a été beaucoup plus simple : il suffit de préfixer la voyelle par la consonne vide ㅇ, ce qui donne :
| Jamo | Nom         | Jamo | Nom        | Jamo | Nom    |
| ㅏ   | 아/(阿) a   | ㅠ   | 유/(由) yu | ㅘ   | 와 wa  |
| ㅑ   | 야/(也) ya  | ㅡ   | 으/(應) eu | ㅙ   | 왜 wae |
| ㅓ   | 어/(於) eo  | ㅣ   | 이/(伊) i  | ㅚ   | 외 oe  |
| ㅕ   | 여/(余) yeo | ㅐ   | 애 ae      | ㅝ   | 워 weo |
| ㅗ   | 오/(吾) o   | ㅒ   | 얘 yae     | ㅞ   | 웨 we  |
| ㅛ   | 요/(要) yo  | ㅔ   | 에 e       | ㅟ   | 위 wi  |
| ㅜ   | 우/(牛) u   | ㅖ   | 예 ye      | ㅢ   | 의 ui  |

### Structure syllabique
La structure graphique du hangeul est originale : en effet, inspirée par celle des sinogrammes (qui ne sont pas de nature alphabétique), elle dispose chaque syllabe construite au moyen des jamos dans un carré virtuel créant un alignement régulier. De la sorte, l’unité graphique est la syllabe, et non le phonème (on ne peut en effet pas écrire les jamos indépendamment sauf pour des raisons didactiques), sans que l’écriture soit pour autant un syllabaire, car chaque syllabe peut être logiquement construite ou lue à partir des signes représentant les phonèmes. Il s’agit donc d’un alphabet dont les lettres se regroupent en syllabes alignées comme les sinogrammes.
Voici les différentes possibilités de combinaison des jamos pour composer une syllabe :
- consonne (soit de base, soit double) + voyelle (exemple : ㄱ + ㅏ = 가) ;
- consonne (soit de base, soit double) + voyelle + consonne (exemple : ㅎ + ㅏ + ㄴ = 한).

La consonne initiale (초성/初聲 choseong) se place toujours à gauche dans le carré virtuel.
La voyelle centrale (중성/中聲 jungseong) peut se placer de trois manières différentes :
- à droite de la première consonne pour les voyelles ㅏ, ㅑ, ㅓ, ㅕ, ㅣ, ㅐ, ㅒ, ㅔ et ㅖ, celles avec les traits verticaux plus longs (exemple : 가) ;
- en dessous de la première consonne pour les voyelles ㅗ, ㅛ, ㅜ, ㅠ, ㅡ, celles avec les traits horizontaux plus longs (exemple : 구) ;
- en dessous puis à droite de la première consonne pour les voyelles ㅘ, ㅙ, ㅚ, ㅝ, ㅞ, ㅟ et ㅢ (exemple : 왜).

La consonne finale (종성/終聲 jongseong), lorsqu’elle est présente, se place tout en bas du carré virtuel (exemple : 국, 없).
À l’écrit, aucun mot ne peut commencer par une voyelle en raison de la structure syllabique, d’où la nécessité de créer une consonne vide ㅇ pour les mots commençant oralement par une syllabe voyelle (on écrira 아 au lieu de ㅏ). Par exemple, le mot « uyu » qui signifie « lait » s’écrit 우유 et non ㅜㅠ.
Il existe peu d’exceptions en coréen.

### Orthographe
Le coréen est une langue agglutinante. Les propriétés de celle-ci (existence de radicaux, désinences et agglutinations) se répercutent dans l’écriture.
L’écriture coréenne pratique l’espacement entre les mots, par opposition au chinois et au japonais.
Jusqu’au XXe siècle, le hangeul ne possédait aucune règle orthographique officielle. Le plus souvent, cet alphabet était donc utilisé pour transcrire phonétiquement la langue coréenne, malgré la préférence du roi Sejong pour la transcription morphophonologique.
Sous la domination japonaise, le modèle d’écriture nippon fut adopté par le gouvernement d’occupation. Ce système mélangeait les hanja utilisés pour le lexique (noms et verbes), et le hangeul utilisé pour les points grammaticaux tels que les désinences, les conjonctions, etc. Comparé à l’écriture japonaise, les sinogrammes (hanja ou kanji) étaient plus fréquents en coréen qu’en japonais durant cette période. La partie hangeul de l’écriture était assez souvent phonétique.
Avec le temps, l’écriture du coréen est devenue de plus en plus morphophonologique. Aujourd’hui, l’orthographe suit les règles énoncées dans le Hangeul matchumbeop, publié en 1933 et révisé en 1988 par la Corée du Sud. Les règles édictées sont d’ordre purement morphophonologique.
Voici par exemple les différentes formes de la phrase « Je suis Coréen. »
| Phrase en français                 |                 |                 |                 |
| Je suis Coréen.                    |                 |                 |                 |
| Hangeul phonétique                 |                 |                 |                 |
| 저는                               | 한국싸라밈니다. | 한국싸라밈니다. | 한국싸라밈니다. |
| Pronom « Je »                      | Corée           | personne        | Verbe « être »  |
| 저는 한국싸라밈니다.               |                 |                 |                 |
| Hangeul morphophonologique         |                 |                 |                 |
| 저는                               | 한국            | 사람            | 입니다          |
| Pronom « Je »                      | Corée           | personne        | Verbe « être »  |
| 저는 한국사람입니다.               |                 |                 |                 |
| Hangeul morphophonologique + hanja |                 |                 |                 |
| 저는                               | 韓國            | 사람            | 입니다          |
| Pronom « Je »                      | Corée           | personne        | Verbe « être »  |
| 저는 韓國사람입니다.               |                 |                 |                 |
| Romanisation                       |                 |                 |                 |
| jeoneun                            | Hanguk          | saram           | imnida          |
| Pronom « Je »                      | Corée           | personne        | Verbe « être »  |
| Jeoneun Hanguksaramimnida.         |                 |                 |                 |

La phrase s’écrit donc actuellement ainsi : 저는 한국 사람입니다.

## Hanja
Les hanja étaient le système d’écriture de la langue officielle de la Corée : le chinois classique. Ils furent importés de la Chine à l'époque de l'expédition militaire de la dynastie Han en Mandchourie au IIe siècle av. J.-C.
La difficulté de cette écriture est qu’elle ne transcrivait pas les sons de la langue vernaculaire. L’écrit était assez similaire au chinois classique.
Après la création du hangeul, ces caractères ont toutefois persisté pendant de nombreuses années, furent utilisés très fréquemment en association avec le hangeul durant la période d’occupation japonaise et furent ensuite remplacés par le hangeul.
En Corée du Nord, les hanja sont officiellement bannis depuis 1949. Réintroduits dans l’enseignement universitaire, ils restent cependant exclus de l’écriture courante.
En Corée du Sud, leur utilisation pratique est réduite aux noms de personnes et de lieux et occasionnellement dans les médias. Ils sont en outre utilisés à des niveaux de fréquence variable dans les ouvrages universitaires de sciences humaines (archéologie, ethnologie, histoire, droit, pensée chinoise par exemple), soit directement dans le texte, soit, le plus souvent, entre parenthèses, après l’indication de la structure phonologique en alphabet coréen. Ils servent aussi en cas d’homonymie de deux mots écrits en hangeul.

## Autre utilisation
Des universitaires coréens cherchent actuellement à répandre l’usage de cet alphabet dans le monde. Une première tentative a eu lieu en 2009 en Indonésie, sur l’île de Buton où l’ethnie des Buton, établie aux alentours de Bau-Bau, a choisi le hangeul comme écriture pour transcrire sa langue orale, le cia-cia, et sauvegarder cette langue. Un institut Roi Sejong y a fonctionné pendant sept mois avant de devoir fermer à la suite de malentendus[Lesquels ?] et de problèmes financiers.
En octobre 2012, ce sont les provinces de Guadalcanal et de Malaita aux Salomon qui adoptent le hangeul pour la transcription de leurs langues.